# Johann Philipp (Isenburg-Offenbach)

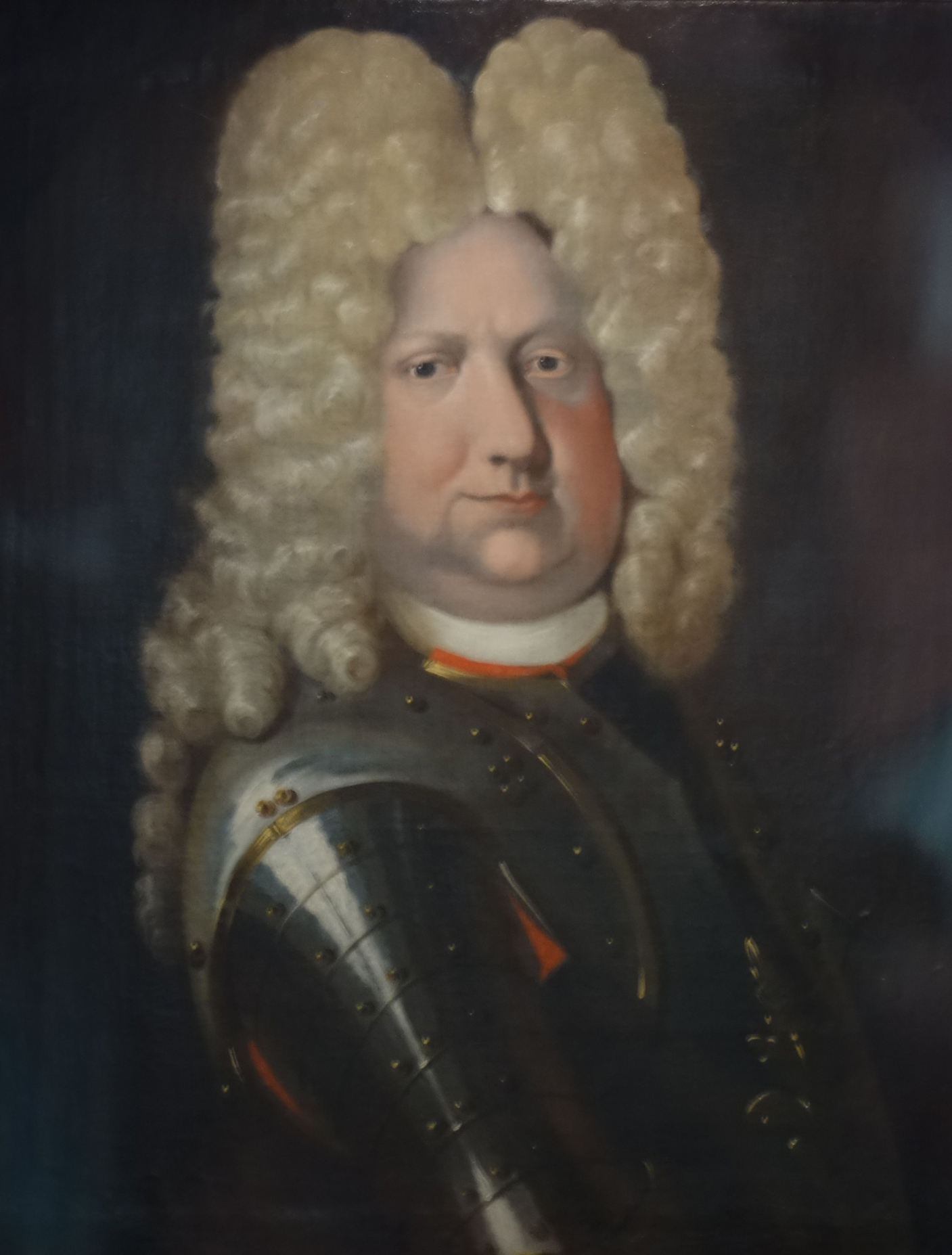
Graf Johann Philipp von Isenburg-Offenbach (auch: Ysenburg-Offenbach)

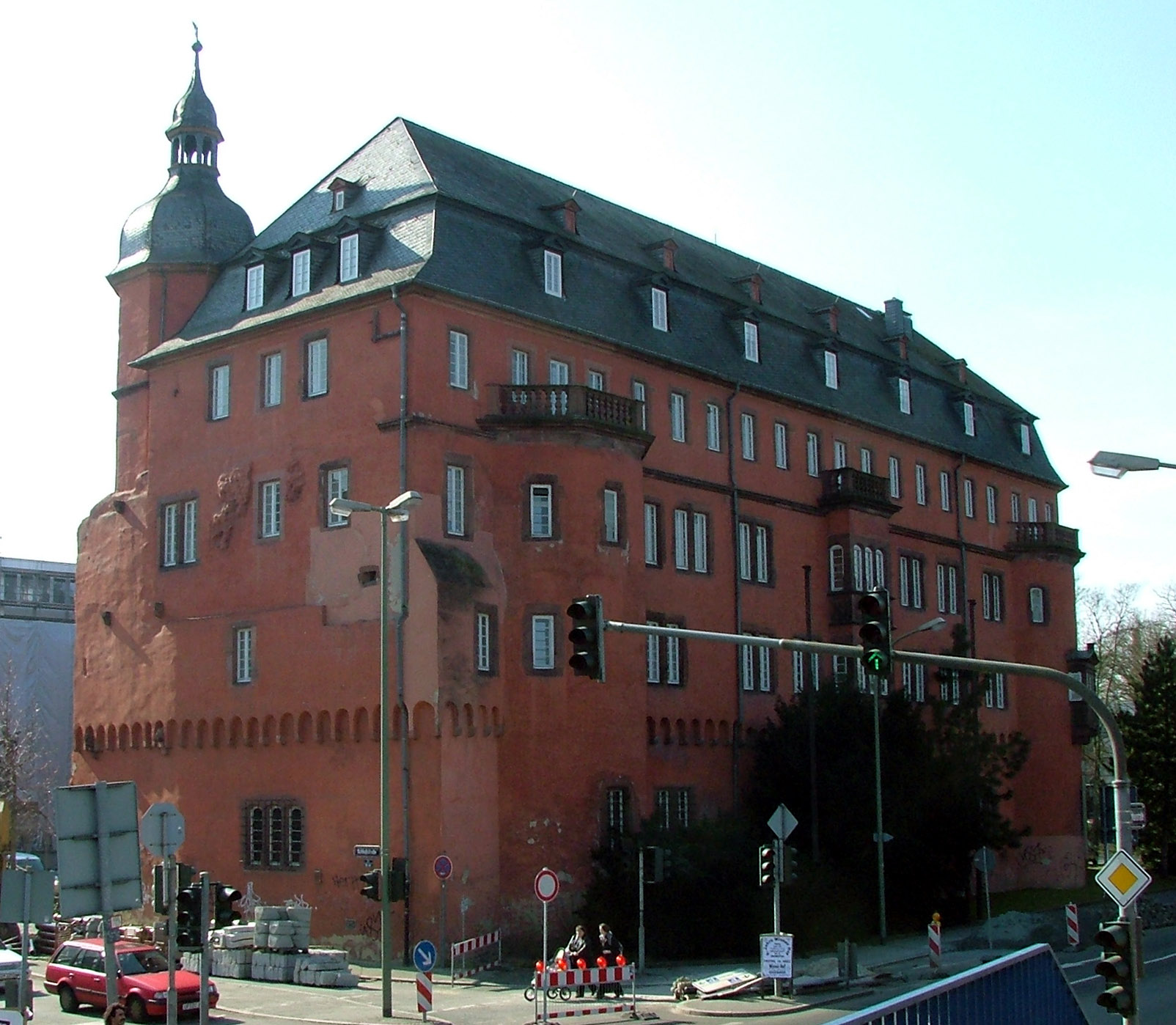
Das heutige Isenburger Schloss

Der Graf Johann Philipp von Isenburg-Offenbach (* 3. Dezember 1655 in Offenbach am Main; † 21. September 1718 in Schloss Philippseich, Dreieich) war von 1685 bis 1718 der Regent der Grafschaft Isenburg-Offenbach. Er förderte die Immigration französischer Hugenotten in seinen Herrschaftsbereich und stattete diese mit besonderen Privilegien aus. Unter seiner Protektion wurde die Stadt Neu-Isenburg gegründet.

## Leben
Johann Philipp von Isenburg-Offenbach wurde als drittes Kind und erster Sohn von Johann Ludwig, Graf von Isenburg-Büdingen-Offenbach, und Luise, Prinzessin von Nassau-Dillenburg, geboren. Seine erste Ehe mit Charlotte Amalie, Pfalzgräfin bei Rhein zu Zweibrücken-Landsberg, blieb kinderlos. Seiner 1708 geschlossenen zweiten Ehe mit seiner Nichte Friederike Wilhelmine Charlotte, Gräfin von Sayn-Wittgenstein-Berleburg (* 23. Juni 1684 in Berleburg; † 1731), entstammte eine Tochter, Luise Charlotte von Isenburg-Birstein-Offenbach, welche am 16. September 1715 in Offenbach am Main geboren wurde.

## Wirken
Die Grafschaft Isenburg hatte auch Jahrzehnte nach Ende des Dreißigjährigen Krieges unter den verheerenden Kriegsfolgen zu leiden. Die Grafschaft war lange Zeit verwüstet und entvölkert und die Einwohnerzahl erhöhte sich nur langsam. Johann Philipp von Isenburg-Offenbach wusste die Tatsache zu nutzen, dass die der Grafschaft benachbarte Reichsstadt Frankfurt am Main den Zuzug von fremden Arbeitskräften und Unternehmern in der Regel nicht befürwortete. Handwerkergilden sahen in den entstehenden Manufakturen eine wachsende Konkurrenz und suchten, Neugründungen nach Kräften zu verhindern. 
Johann Philipp ergriff die Chance für seine Grafschaft und schuf ein liberales Niederlassungsrecht für Immigranten. Als bekennender Calvinist erlaubte er 1698 den aus Frankreich geflohenen Hugenotten die Niederlassung in Offenbach und 1699 die Gründung der französisch-reformierten Gemeinde. Einerseits genossen die Hugenotten das Recht auf Selbstverwaltung, freie Religionsausübung nach der französischen Kirchenordnung, den Bau einer eigenen Kirche sowie einer eigenen Schule und die freie Wahl ihrer Pfarrer und Lehrer. Andererseits investierten sie viel Geld und gründeten zahlreiche Manufakturen. 1703 fand eine zweite Ansiedlung hauptsächlich von hugenottischen Handwerkern statt. Innerhalb weniger Jahre wuchs das einstige Dorf Offenbach zu einer bedeutenden Industriestadt heran. Unweit von Offenbach wurde vom Grafen auch die Stadt Neu-Isenburg gegründet, die von Hugenotten besiedelt wurde.
Südlich von Offenbach ließ er das Schloss Philippseich bauen, welches ab 1718 der Sitz der neuen Grafschaft Isenburg-Philippseich seines Neffen Wilhelm Moritz wurde.